# 有声歯非歯擦破擦音
有声歯非歯擦破擦音（ゆうせい し ひしさつ はさつおん、英: Voiced dental non-sibilant affricate）は、一部の音声言語で使われる子音の一種である。この音を表わす国際音声記号は ⟨d͡ð⟩、⟨d͜ð⟩、⟨d̪͡ð⟩、および ⟨d̟͡ð⟩。
この音は /ð/ の頻繁に見られる異音である。

## 特徴
有声歯非歯擦破擦音の特徴:
- 調音方法は破擦であり、これは初めに気流を完全に妨げ、次に調音の位置で狭窄された流路を通って空気が流れることができるようにする（これによって乱流が生じる）ことで生み出されることを意味する。
- 調音部位は歯であり、これは上歯の位置で舌尖または舌端のいずれかを使って調音されることを意味する。歯音と説明されているほとんどの閉鎖音と流音は、実際には歯-歯茎音であることに注意すること。
- 発声は有声であり、これは調音の間に声帯が振動することを意味する。
- 口音であり、これは空気が口だけから抜けることができることを意味する。
- 中線音であり、これは舌の側面ではなく、中央に沿って気流を導くことによって生み出されることを意味する。
- 気流機構は肺臓的であり、これは、ほとんどの音と同様に、肺と横隔膜だけで空気を押すことによって調音されることを意味する。

## 存在
| 言語     | 言語         | 単語 | IPA       | 意味    | 注記                                                                              |
| -------- | ------------ | ---- | --------- | ------- | --------------------------------------------------------------------------------- |
| ビルマ語 | ビルマ語     | အညားသ  | [ʔəɲàd̪͡ðá] | 'grand' | /ð/ の一般的な現実態。                                                            |
| 英語     | ダブリン     | they | [d̪͡ðeɪ̯]    | '彼ら'  | 他方言における [ð] に相当する。代わりに [d̪] かもしれない。                        |
| 英語     | ニューヨーク | they | [d̪͡ðeɪ̯]    | '彼ら'  | 他方言における [ð] に相当する。代わりに閉鎖音 [d̪] または摩擦音 [ð] かもしれない。 |
| 英語     | マオリ       | they | [d̪͡ðæe̯]    | '彼ら'  | /ð/ の可能性のある現実態。                                                        |